# 特定地上基幹放送事業者
特定地上基幹放送事業者（とくていちじょうきかんほうそうじぎょうしゃ）は、地上基幹放送事業者の一種である。実際には後述の通り、日本国内で地上波でのラジオ放送とテレビジョン放送を実施している全ての放送事業者が該当する。

## 定義
放送法第2条第22号に「電波法の規定により自己の地上基幹放送の業務に用いる放送局（以下「特定地上基幹放送局」という。）の免許を受けた者」と定義している。
これは2011年（平成23年）6月30日に施行された放送法の全面改正の際に定義されたものである。

## 解説
定義にみるとおり、自ら放送用無線局である地上基幹放送局を保有して、これにより地上波で放送する事業者のことである。電波法に規定する地上基幹放送局の免許取得により放送事業者となる。
改正放送法においては、一般衛星放送を除く従前の放送を基幹放送と定義し、いわゆるハード（無線局）とソフト（コンテンツ）を分離して別々の事業者が実施することを基本としている。すなわち、基幹放送局提供事業者（旧受託放送事業者）と認定基幹放送事業者（旧委託放送事業者）である。衛星基幹放送や移動受信用地上基幹放送すなわち衛星放送やマルチメディア放送においては、複数のコンテンツを同時に放送することができる、つまり一つのハード事業者に複数のソフト事業者が相乗りして放送できる。これは基幹放送に参入する機会を増やすための措置でもある。
一方、地上基幹放送、すなわち地上波によるラジオ放送（中波放送（AMラジオ）、短波放送、超短波放送（FMラジオ））、テレビジョン放送の事業者は、自ら放送局の免許を取得し放送を実施してきた。これは放送法制定以来の放送事業者の定義に必ず含まれていた形態である。技術的にも一つのハードに対し複数のソフトが相乗りすることはできないか乏しい。そこで地上基幹放送については従前と同様な形態での放送事業者が認められることとなった。これが特定地上基幹放送事業者であり、従前の地上波による放送事業者は平成22年法律第65号による電波法改正附則第9条第3号により特定地上基幹放送事業者にみなされた。
以後の地上基幹放送への参入もハード事業者とソフト事業者の二つの法人を設立する事例はなく、ごく一部の例外を除き地上基幹放送は特定地上基幹放送事業者により実施されている。
例外があるのは、地上基幹放送においてもハードとソフトの分離は可能であるからで、認定基幹放送事業者は、特定以外の地上基幹放送事業者、特定地上基幹放送事業者以外の地上基幹放送事業者とも呼ばれる。事例は一時期の茨城放送しかなく、同局も結局は特定地上基幹放送事業者に戻っている。
基幹放送は影響力の大きいメディアであり、少数の者に複数の特定地上基幹放送事業者が支配されることが無いようマスメディア集中排除原則により出資は規制される。 
また、外国人により支配されることのないように外資規制もされる。

## その他
- 放送法第20条第1項第1号では、日本放送協会(NHK)の国内放送の地上基幹放送は特定地上基幹放送局に限るとしている。つまり、NHKは地上波による国内放送については、自らが特定地上基幹放送事業者として実施しなければならない。
- 改正前の放送法の放送事業者の定義は「電波法の規定により放送局の免許を受けた者（受信障害対策中継放送を行うものを除く。）（後略）」とされていた。つまり、ギャップフィラー中継局の設置者は放送法の全面改正前は放送事業者ではなかったが、改正後は特定地上基幹放送事業者となった。